# Antoni Komoder
Antoni Komoder (ur. 3 listopada 1936 w Sosnowcu, zm. 2021) – polski piłkarz występujący na pozycji napastnika, pomocnika i obrońcy. Reprezentant Polski U-19.

## Kariera piłkarska
Od 1949 występował w juniorach Stali Sosnowiec, w tym też klubie rozpoczynał swoją seniorską karierę. 9 września 1956 podczas meczu Stal Sosnowiec – Górnik Zabrze (0:1) zadebiutował w pierwszej drużynie Stali. Pierwszego i jedynego gola zdobył 2 października 1960 w meczu Stal Sosnowiec - Wisła Kraków (1:2).
W klubie z Sosnowca występował do 1964 roku. Dwukrotnie zdobył Puchar Polski w 1962 i 1963.. 10 listopada 1963 w meczu Zagłębie - Ruch Chorzów (2:2) wystąpił po raz ostatni w barwach sosnowieckiego klubu.
W 1964 roku wyemigrował do Australii, gdzie był zawodnikiem Polonii Sydney, łącząc grę z pracą zawodową. 

### Statystyki piłkarskie
W I lidze wystąpił w 75 meczach i zdobył 1 bramkę jako zawodnik Stali i Zagłębia Sosnowiec.

W II lidze wystąpił w 19 meczachach jako zawodnik Stali Sosnowiec.

W Pucharze Polski wystąpił w 3 meczach jako zawodnik Stali Sosnowiec.

W australijskiej NSW Division 1 wystąpił w 23 meczach i zdobył 2 bramki jako zawodnik Polonia Sydney.

Łącznie w:
- Stali i Zagłębiu Sosnowiec - 97 meczów i 1 bramka
- Polonii Sydney - 23 mecze i 2 bramki.

| Sezon     | Klub               | Liga           | Mecze | Gole | Uwagi                  |
| --------- | ------------------ | -------------- | ----- | ---- | ---------------------- |
| 1956      | Stal Sosnowiec     | I liga         | 2     | 0    |                        |
| 1957      | Stal Sosnowiec     | I liga         | 0     | 0    |                        |
| 1958      | Stal Sosnowiec     | I liga         | 6     | 0    |                        |
| 1959      | Stal Sosnowiec     | II liga        | 19    | 0    | awans do I ligi        |
| 1960      | Stal Sosnowiec     | I liga         | 22    | 1    |                        |
| 1961      | Stal Sosnowiec     | I liga         | 26    | 0    |                        |
| 1962      | Zagłębie Sosnowiec | I liga         | 13    | 0    | brązowy medal MP       |
| 1962      | Zagłębie Sosnowiec | Puchar Polski  | 2     | 0    | zdobycie pucharu       |
| 1962/1963 | Zagłębie Sosnowiec | I liga         | 4     | 0    | brązowy medal MP       |
| 1963/1964 | Zagłębie Sosnowiec | I liga         | 2     | 0    | wicemistrzostwo Polski |
| 1963/1964 | Zagłębie Sosnowiec | Puchar Polski  | 1     | 0    | ćwierćfinał            |
| 1963/1964 | Zagłębie Sosnowiec | PI             | 1     | 0    | ćwierćfinał            |
| 1965      | Polonia Sydney     | NSW Division 1 | 17    | 2    |                        |
| 1965      | Polonia Sydney     | Ampol Cup      | 1     | 0    |                        |
| 1965      | Polonia Sydney     | Federation Cup | 1     | 0    |                        |
| 1969      | Polonia Sydney     | NSW Division 1 | 6     | 0    |                        |
|           | suma               | II liga        | ?     | ?    |                        |
|           | suma               | I liga         | 75    | 1    |                        |
|           | suma               | Puchar Polski  | 3     | 0    |                        |
|           | suma               | PI             | 1     | 0    |                        |
|           | suma               | NSW Division 1 | 23    | 2    |                        |

### Europejskie puchary
W rozgrywkach pucharowych wystąpił tylko raz - w rozgrywkach Pucharu Intertoto w meczu wyjazdowym Zagłębia przeciwko czechosłowackiemu Slovnaftowi Bratysława
| l.p. | Data         | Miejsce    | Gospodarz           | Przeciwnik         | Rezultat | Rozgrywki | Grał | Uwagi |
| ---- | ------------ | ---------- | ------------------- | ------------------ | -------- | --------- | ---- | ----- |
| 1.   | 7 lipca 1963 | Bratysława | Slovnaft Bratysława | Zagłębie Sosnowiec | 1:0      | PI        | 45'  |       |

## Kariera reprezentacyjna
Był reprezentantem Polski U-19. W 1955 roku wystąpił w Turnieju juniorów UEFA we Włoszech, gdzie zagrał przeciwko reprezentacji Irlandii U-19, : przeciwko Hiszpanii i Bułgarii.
Ponadto zagrał jeszcze jeden mecz przeciwko Bułgarii
| l.p. | Data             | Miejsce | Gospodarz     | Przeciwnik     | Rezultat | Rozgrywki          | Grał | Uwagi | Zawodnik klubu |
| ---- | ---------------- | ------- | ------------- | -------------- | -------- | ------------------ | ---- | ----- | -------------- |
| 1.   | 7 kwietnia 1955  | Piza    | Polska U-19   | Irlandia U-19  | 1:1      | mecz turnieju UEFA | 90'  |       | Stal Sosnowiec |
| 2.   | 9 kwietnia 1955  | Lucca   | Polska U-19   | Hiszpania U-19 | 1:3      | mecz turnieju UEFA | 90'  |       | Stal Sosnowiec |
| 3.   | 11 kwietnia 1955 | Prato   | Polska U-19   | Bułgaria U-19  | 1:6      | mecz turnieju UEFA | 90'  |       | Stal Sosnowiec |
| 4.   | 11 września 1955 | Sofia   | Bułgaria U-19 | Polska U-19    | 0:1      | towarzyski         | 90'  |       | Stal Sosnowiec |

## Kariera trenerska
Będąc zawodnikiem Polonii Sydney został grającym trenerem. W 1975 roku był trenerem Fairfieldu Kiev.

## Sukcesy
- wicemistrzostwo Polski 1964 z Zagłębiem Sosnowiec
- brązowy medal mistrzostw Polski 1962, 1963 z Zagłębiem Sosnowiec
- Puchar Polski 1962 z Zagłębiem Sosnowiec
- awans do I ligi 1959 ze Stalą Sosnowiec